# Capronia porothelia
Capronia porothelia är en lavart som först beskrevs av Miles Joseph Berkeley och Moses Ashley Curtis, och fick sitt nu gällande namn av Margaret E. Barr. Capronia porothelia ingår i släktet Capronia, och familjen Herpotrichiellaceae. Arten är reproducerande i Sverige.